# Fatoumata Bamba
Pour les articles homonymes, voir Bamba.
Fatoumata Bamba  (née en 1966) est une femme politique de Côte d'Ivoire. Elle a été ministre de la Reconstruction et de la Réinsertion au sein du premier gouvernement de Guillaume Soro de 2007 à 2010. Elle y représentait le Mouvement des forces d'Avenir (MFA).